# Dlouhá Loučka, Olomouc
Dlouhá Loučka là một làng thuộc huyện Olomouc, vùng Olomoucký, Cộng hòa Séc.